# Liste der Bodendenkmale in Kalefeld
In der Liste der Bodendenkmale in Kalefeld sind die obertägig erhaltenen Bodendenkmale der niedersächsischen Gemeinde Kalefeld aufgeführt. Die Quelle ist der Denkmalatlas Niedersachsen.
- Bitte beachten Sie, dass diese Liste keinen Anspruch auf Vollständigkeit erhebt. Die Angaben ersetzen nicht die rechtsverbindliche Auskunft der zuständigen Denkmalschutzbehörde.
- Der Stand der Liste ist der 5. Februar 2025.

Kalefeld im Landkreis Northeim

## Allgemein
In den Spalten finden sich folgende Informationen des Bodendenkmales:
| Lage         | geographische Koordinaten                                                           |
| Bezeichnung  | Bezeichnung lt. Denkmalatlas                                                        |
| Beschreibung | Beschreibung lt. Denkmalatlas                                                       |
| ID           | Objekt-ID                                                                           |
| Bild         | Bild, ggf. zusätzlich mit Link zu weiteren Fotos im Medienarchiv Wikimedia Commons. |

## Düderode
| Lage                      | Bezeichnung            | Beschreibung | ID       | Bild |
| ------------------------- | ---------------------- | --- | -------- | ---- |
| 51° 48′ 1″ N, 10° 8′ 3″ O | Düderode 1, Kreuzstein | Kreuzstein aus Kalkstein (H. 82 cm, Br. 42 cm, D. 26 cm). Das „Schäferkreuz“ zeigt auf beiden Seiten ein eingetieftes lateinisches Kreuz und einen einseitig nach links ausladenden Sockel. Wahrscheinlich aus dem 13. Jh. | 34818716 | BW   |

## Oldenrode
| Lage                        | Bezeichnung             | Beschreibung                                             | ID       | Bild |
| --------------------------- | ----------------------- | -------------------------------------------------------- | -------- | ---- |
| 51° 49′ 19″ N, 10° 7′ 39″ O | Oldenrode 36, Grabhügel | Durchmesser ca. 10 m und Höhe ca. 0,6 m. Rund.           | 34818604 | BW   |
| 51° 49′ 15″ N, 10° 7′ 28″ O | Oldenrode 37, Grabhügel | Durchmesser ca. 12 m und Höhe ca. 1 m. Annähernd rund.   | 34818635 | BW   |
| 51° 49′ 14″ N, 10° 7′ 24″ O | Oldenrode 38, Grabhügel | Durchmesser ca. 10 m und Höhe ca. 0,7 m. Annähernd rund. | 34818636 | BW   |

### Oldenrode 8
- ID:34819907
- 22 Grabhügel. Davon 2 bei Anlage eines Weges halb abgetragen. Bei einigen scheint ein Steinkranz vorhanden zu sein. Eines durch unsachgemäße Grabung beschädigt. Dm. 10 – 20 m groß und 0,7 – 1,6 m hoch.

| Lage                        | Bezeichnung  | Beschreibung                                                                                         | ID       | Bild |
| --------------------------- | ------------ | --- | -------- | ---- |
| 51° 49′ 45″ N, 10° 7′ 31″ O | Oldenrode 8  | Durchmesser ca. 15 m und Höhe ca. 1,3 m. Annähernd rund.                                             | 34820260 | BW   |
| 51° 49′ 45″ N, 10° 7′ 30″ O | Oldenrode 9  | Durchmesser ca. 10 m und Höhe ca. 0,7 m. Annähernd rund.                                             | 34820261 | BW   |
| 51° 49′ 45″ N, 10° 7′ 28″ O | Oldenrode 10 | Durchmesser ca. 14 m und Höhe ca. 1 m. Annähernd rund.                                               | 34818708 | BW   |
| 51° 49′ 45″ N, 10° 7′ 30″ O | Oldenrode 11 | Durchmesser ca. 12 m und Höhe ca. 0,8 m. Annähernd rund. Tierbau.                                    | 34818709 | BW   |
| 51° 49′ 44″ N, 10° 7′ 30″ O | Oldenrode 12 | Durchmesser ca. 15 m und Höhe ca. 1,3 m. Annähernd rund.                                             | 34818710 | BW   |
| 51° 49′ 43″ N, 10° 7′ 32″ O | Oldenrode 13 | Durchmesser ca. 20 m und Höhe ca. 1,6 m. Annähernd rund.                                             | 34818723 | BW   |
| 51° 49′ 44″ N, 10° 7′ 33″ O | Oldenrode 14 | Durchmesser ca. 13 m und Höhe ca. 1 m. Annähernd rund.                                               | 34818724 | BW   |
| 51° 49′ 45″ N, 10° 7′ 34″ O | Oldenrode 15 | Durchmesser ca. 10 m und Höhe ca. 0,8 m. Ehemals annähernd rund. Im N vom Weg zu ca. 1/3 abgetragen. | 34818725 | BW   |
| 51° 49′ 45″ N, 10° 7′ 34″ O | Oldenrode 16 | Durchmesser ca. 13 m und Höhe ca. 1 m. Annähernd rund.                                               | 34818744 | BW   |
| 51° 49′ 44″ N, 10° 7′ 36″ O | Oldenrode 17 | Durchmesser ca. 12 m und Höhe ca. 1 m. Annähernd rund.                                               | 34818745 | BW   |
| 51° 49′ 43″ N, 10° 7′ 34″ O | Oldenrode 18 | Durchmesser ca. 12 m und Höhe ca. 0,8 m. Annähernd rund.                                             | 34818746 | BW   |
| 51° 49′ 43″ N, 10° 7′ 33″ O | Oldenrode 19 | Durchmesser ca. 10 m und Höhe ca. 0,8 m. Annähernd rund.                                             | 34818756 | BW   |
| 51° 49′ 42″ N, 10° 7′ 35″ O | Oldenrode 20 | Durchmesser ca. 15 m und Höhe ca. 1,3 m. Annähernd rund.                                             | 34818757 | BW   |
| 51° 49′ 42″ N, 10° 7′ 39″ O | Oldenrode 21 | Durchmesser ca. 10 m und Höhe ca. 0,7 m. Annähernd rund.                                             | 34818758 | BW   |
| 51° 49′ 42″ N, 10° 7′ 40″ O | Oldenrode 22 | Durchmesser ca. 10 m und Höhe ca. 0,7 m. Annähernd rund.                                             | 34816715 | BW   |
| 51° 49′ 42″ N, 10° 7′ 41″ O | Oldenrode 23 | Durchmesser ca. 10 m und Höhe ca. 0,8 m. Annähernd rund.                                             | 34816716 | BW   |
| 51° 49′ 41″ N, 10° 7′ 40″ O | Oldenrode 24 | Durchmesser ca. 8 m und Höhe ca. 0,7 m. Annähernd rund.                                              | 34816717 | BW   |
| 51° 49′ 41″ N, 10° 7′ 41″ O | Oldenrode 25 | Durchmesser ca. 13 m und Höhe ca. 1 m. Annähernd rund.                                               | 34819552 | BW   |
| 51° 49′ 46″ N, 10° 7′ 32″ O | Oldenrode 26 | Durchmesser ca. 13 m und Höhe ca. 0,9 m. Annähernd rund.                                             | 34819553 | BW   |
| 51° 49′ 45″ N, 10° 7′ 32″ O | Oldenrode 27 | Durchmesser ca. 10 m. Ehemals annähernd rund. Im N zu ca. 1/4 vom Weg abgetragen.                    | 34819554 | BW   |

### Oldenrode 31
- ID:34818637
- Grabhügelfeld.

| Lage                        | Bezeichnung  | Beschreibung                                             | ID       | Bild |
| --------------------------- | ------------ | -------------------------------------------------------- | -------- | ---- |
| 51° 49′ 20″ N, 10° 7′ 58″ O | Oldenrode 31 | Durchmesser ca. 10 m und Höhe ca. 1 m. Annähernd rund.   | 34818662 | BW   |
| 51° 49′ 21″ N, 10° 7′ 55″ O | Oldenrode 32 | Durchmesser ca. 8 m und Höhe ca. 0,4 m. Rund.            | 34818663 | BW   |
| 51° 49′ 21″ N, 10° 7′ 54″ O | Oldenrode 33 | Durchmesser ca. 10 m und Höhe ca. 0,5 m. Rund.           | 34818664 | BW   |
| 51° 49′ 20″ N, 10° 7′ 52″ O | Oldenrode 34 | Durchmesser ca. 10 m und Höhe ca. 0,6 m. Rund.           | 34818714 | BW   |
| 51° 49′ 20″ N, 10° 7′ 49″ O | Oldenrode 35 | Durchmesser ca. 10 m und Höhe ca. 0,7 m. Annähernd rund. | 34818715 | BW   |

## Sebexen
| Lage                       | Bezeichnung          | Beschreibung                                                  | ID       | Bild |
| -------------------------- | -------------------- | ------------------------------------------------------------- | -------- | ---- |
| 51° 49′ 18″ N, 10° 3′ 8″ O | Sebexen 3, Grabhügel | Durchmesser ca. 10 m und Höhe ca. 0,6 m. Scheinbar unberührt. | 34819632 | BW   |

## Westerhof
| Lage                        | Bezeichnung                      | Beschreibung | ID       | Bild |
| --------------------------- | -------------------------------- | --- | -------- | ---- |
| 51° 44′ 4″ N, 10° 8′ 2″ O   | Westerhof 1, Grabhügel           | Durchmesser ca. 18 m und Höhe ca. 1 m. Gut erhalten. | 34819732 | BW   |
| 51° 44′ 56″ N, 10° 5′ 15″ O | Westerhof 11, Wüstung Asschauwe. | Auf einer ca. 2 m hohen rundlichen Geländekuppe sind noch stark gestörte Mauerfundamente der ehemaligen Kapelle erhalten. Der Hügel ist durch neuere Forstarbeiten mit schweren Fahrzeugen stark beschädigt. Im SW der Kapelle verläuft eine alte Hohlwegspur von bis zu 1,5 m T. Ehemalige Wallfahrtskapelle. Aufgrund der spärlichen Keramikfunde ist eine Entstehung noch im Hochmittelalter möglich, die Kapelle wurde lt. schriftlicher Überlieferung im Jahre 1514 zerstört. Urkundliche Nennungen 1318 „Asschwe“, 1554 „Asschauw“. Kapellenpatrozinium „Beatae Mariae Virginis“, 1376 erbaut, 1514 zerstört. Die angeblich älteste Nennung in der Gründungsurkunde des Petersstiftes zu Nörten aus dem Jahre 1055 bezieht sich laut E. Kühlhorn (1994, 99) auf das heute noch bestehende Dorf Asche bei Hardegsen. | 34817556 | BW   |
| 51° 46′ 32″ N, 10° 2′ 16″ O | Westerhof 104, Bierburg          | Auf der höchsten Kuppe des Bierberges. Ein Name ist für die Anlage nicht überliefert; von Denecke 1969 als „Bierburg“ bezeichnet. Südl. und östl. ziehen sich ein Wall und Graben um die Kuppe. Im N ist die Anlage gestört. Grabentiefe ca. 1 m. Innenfläche der Burganlage ca. 80 × 50 m. Gelände nach N und NO steil abfallend. Nach Denecke 1969 ist die Anlage weder beschrieben noch untersucht; eine zeitliche Einordnung ist noch nicht möglich. Vermutlich hochmittelalterlich. | 34819259 |      |